# Gartenstadt (Dortmund)
Die Dortmunder Gartenstadt ist ein beliebtes urbanes Wohnquartier im Dortmunder Stadtbezirk Innenstadt-Ost. Hier ist sie Teil des statistischen Bezirks Westfalendamm und gliedert sich in die beiden Unterbezirke Gartenstadt-Nord und Gartenstadt-Süd.
Die Gartenstadt Dortmund wurde ab 1913 nach einem von Stadtrat Cremer im Dezember 1912 überarbeiteten Plan in mehreren Bauabschnitten beiderseits des Westfalendamms als Villenkolonie verwirklicht.
Der Erstentwurf und das Siedlungskonzept stammten von Heinrich Metzendorf aus Bensheim (Bergstraße). Bauherr war die am 29. November 1910 durch einflussreiche Bürger und höhere Beamte gegründete Gartenstadt-Dortmund e. Genossenschaft m.b.H.
Die Dortmunder Gartenstadt wurde in zwei Bauabschnitten realisiert:
- Im ersten Bauabschnitt (1913–1914) wurden 47 Villen im Heimatstil von Metzendorf + Winter errichtet. Mit der Erschließung des Geländes nördlich des Westfalendamms in den Jahren 1919–1920 war der Architekt Paul Lutter beauftragt worden.
- Der zweite Bauabschnitt (1922–1929) war geprägt von der künstlerischen Oberleitung der Architekten D. & K. Schulze und einem nun eher expressionistischen Baustil. Allen Häusern gemein ist die handwerklich solide Ausgestaltung und die differenzierte architektonische Ausbildung.
- Nach Ende des Zweiten Weltkrieges setzte eine dritte Erschließungsphase an den Rändern der vorhandenen Gartenstadt ein.

Die Gartenstadt gilt bis heute unverändert als gehobenes, bürgerliches, innenstadtnahes Wohnviertel. Die herrschaftlichen Häuser und Wohnungen in unmittelbarer Nähe zur Bundesstraße 1 werden jedoch aufgrund der erhöhten Lärm- und Emissionsbelastung (> 140.000 PKW pro Tag) heute zunehmend als Bürostandorte genutzt. Mit dem geplanten Autobahntunnel zwischen Max-Eyth-Straße und Märkischer Straße und dem Rückbau des dann nur noch für innerstädtischen Verkehr vorgesehenen Westfalendamms besteht die Chance, dass die Gartenstadt ihre alte Mitte zurückbekommt und an Lebensqualität gewinnt.
Einzelne Gebäude der Gartenstadt sind als Baudenkmale in die Denkmalliste der Stadt Dortmund eingetragen.
2022 wurde eine Denkmalbereichssatzung für die gesamte südliche Gartenstadt beschlossen.

## Bevölkerung
Sozialstruktur der Gartenstädter Bevölkerung:
- Bevölkerungsdichte: 99 Einwohner pro Hektar Siedlungsfläche.
- Minderjährigenquote: 20,0 %, liegt minimal unter dem Dortmunder Durchschnitt von 20,1 %.
- Altenquote: 44,6 %, liegt deutlich über dem Dortmunder Durchschnitt von 31,3 %.
- Ausländeranteil: 7,1 %, liegt deutlich unter dem Dortmunder Durchschnitt von 12,8 %.
- Arbeitslosenquote: 7,8 %, liegt deutlich unter dem Dortmunder Durchschnitt von 13,4 %.

Das durchschnittliche Einkommen in der nördlichen Gartenstadt liegt etwa 20 % über dem Dortmunder Durchschnitt, während der Wert in der südlichen Gartenstadt sogar etwa 135 % über dem Dortmunder Durchschnitt liegt. Der Unterbezirk Gartenstadt-Süd ist nach Lücklemberg der reichste Dortmunder Unterbezirk.

### Bevölkerungsentwicklung
| Jahr      | 2003 | 2008 | 2018 |
| --------- | ---- | ---- | ---- |
| Einwohner | 9180 | 9110 | 9368 |